# Vorona (Gattung)
Vorona ist eine ausgestorbene Gattung prähistorischer Vögel aus der Gruppe der Ornithothoraces. Die Typusart Vorona berivotrensis wurde 1996 von Forster et al. beschrieben. Die Art ist bekannt durch Fossilfunde aus der Maevarano-Formation in der Provinz Mahajanga in Madagaskar. Die Fossilien stammen aus dem Campanium und sind etwa 70,6 bis 83,5 Millionen Jahre alt. Es handelt sich um verstreute Überreste, die möglicherweise von einem einzelnen Individuum stammen. Sie zeigen eine Mischung aus primitiven sowie modernen Merkmalen.